# Miletínský úval
Miletínský úval je geomorfologický okrsek ve střední a západní části Bělohradské pahorkatiny, ležící převážně v okrese Jičín, menší částí též v okresech Trutnov a Hradec Králové. Území okrsku se táhne od obcí Lužany a Konecchlumí na západě nejprve na východ, a poté na jihovýchod k obcím Lanžov a Velký Vřešťov. Sídelními centry okrsku jsou města Lázně Bělohrad a Miletín.
V Miletínském úvalu se nachází chráněná území PR Miletínská bažantnice, PR Vřešťovská bažantnice, PP Farářova louka, PP Hřídelecká hůra, PP Byšičky, PP Bělohradská bažantnice.

## Geomorfologické členění
Okrsek Miletínský úval (dle značení Jaromíra Demka VIA–2B–2) geomorfologicky náleží do celku Jičínská pahorkatina a podcelku Bělohradská pahorkatina.
Dále se člení na podokrsky Bělohradská kotlina na západě, Červenotřemošenská pahorkatina uprostřed a Rohoznická kotlina na východě.
Úval sousedí s dalšími okrsky Jičínské pahorkatiny: Hořický hřbet na jihu, Libotovský hřbet na východě, Jičínská kotlina na západě. Dále sousedí s celky Krkonošské podhůří na severu a Východolabská tabule na jihovýchodě.

## Výzmnané vrcholy
Nejvyšším vrcholem Miletínského úvalu je Krušina (377 m n. m.).
| název vrcholu | výška (m n. m.) | podřazená jednotka             |
| ------------- | --------------- | ------------------------------ |
| Krušina       | 377             | Červenotřemošenská pahorkatina |
| Okrouhlík     | 369             | Bělohradská kotlina            |
| Vinice        | 361             | Rohoznická kotlina             |